# C10H6N4O6
化学式C10H6N4O6（摩尔质量：278.18 g/mol）可以指：
- 4,4'-二硝基-2,2'-联吡啶-1,1'-二氧化物，CAS号：51595-55-2
- 4,4'-二硝基-3,3'-联吡啶-1,1'-二氧化物，CAS号：77200-34-1
- 1,6,8-三硝基-2-萘胺，CAS号：871874-84-9
- 2,3-二氢-3-羟基-3-氰甲基-5,7-二硝基吲哚-2-酮，CAS号：2125680-66-0

|  | 这个同类索引页列出了具有相同分子式的化学物（即同分異構體）条目。 除非您是有意链接至本页，否则应将相应条目的内部链接指向正确的条目。 |